# Bromelia gurkeniana
Bromelia gurkeniana är en gräsväxtart som beskrevs av Edmundo Pereira och Moutinho. Bromelia gurkeniana ingår i släktet Bromelia och familjen Bromeliaceae.

## Underarter
Arten delas in i följande underarter:
- B. g. funchiana
- B. g. gurkeniana